# 조선공산청년회
조선공산청년회(朝鮮共産靑年會)는 1929년 5월 허소(許笑)ㆍ한석훈(韓錫勳)ㆍ이금천(李琴川) 등이 만주 길림(吉林)에서 만든 공산주의 청년조직이다. 당시 육문중학교(毓文中學校) 학생이었던 북한 김일성도 참여하였으나 곧 적발되어 해체되고, 김일성은 육문중학을 퇴학당한다.
이것은 1923년 상해(上海)에서 조직된 대한민국임시정부를 반대하던 조선공산청년회(朝鮮共産靑年會)와는 동명의 다른 조직이다.

## 조직과 활동계획
조선공산청년회(朝鮮共産靑年會)의 조직과 활동 계획은 길림(吉林) 주재 일본 총영사 가와고에 시게루(川越茂, Kawagoe Shigeru, 1881—1969)가 1929년 5월 14일자로 다나카 기이치(田中義一, 1864~1929) 외무대신에게 올린 보고서 「조선공산청년회 조직의 건(朝鮮共産靑年會 組織ノ件)」에 나와 있는데, 그 내용의 번역은 아래와 같다. 여기에 나온 "육문학교(毓文學校) 생도(生徒) 김성계(金聖桂)"가 바로 북한 김일성이며, 김성주(金聖柱)를 잘못 적은 것이다.
昭和四年(1929) 五月 十四日附 在吉林 川越 總領事 發信 田中外務大臣宛報告要旨

「조선공산청년회 조직의 건(朝鮮共産靑年會 組織ノ件)」

一. 5월 상순(上旬) 길림성성(吉林省城) 대동문(大東門) 밖 모 선인(某鮮人) 집에서 남만공산청년 회원(南滿共産靑年會員) 허소(許笑)ㆍ한석훈(韓錫勳), 조선공산당(朝鮮共産黨) 만주총국(滿洲總局) 연락원(連絡員) 이금천(李琴川), 그의 처(妻) 성숙자(成淑子), 남만한인청년총동맹(南滿韓人靑年總同盟) 김동화(金東華), 법정학교(法政學校) 생도(生徒) 신영근(申永根), 육문학교(毓文學校) 생도(生徒) 김성계(金聖桂), 남만학원(南滿學院) 졸업생(卒業生) 차식(車軾) 외 수명(數名)이 모여 조선공산청년회(朝鮮共産靑年會)를 조직(組織)하고 다음(左)과 같이 역원(役員)을 선거(選擧)하였는데 그 면모(面貌) 및 협의사항(協議事項)을 종합컨대, 앞(右)의 사람들은 정의부(正義府) 측(側)에 후의(厚意)를 가진 자(者) 같다.

책임비서(責任秘書) 허소(許笑)

조직부(組織部) 한석훈(韓錫勳)

선전부(宣傳部) 김동화(金東華)

二. 5월 8일 송화강안(松花江岸) 모(某) 선인방(鮮人方)에서 제1회 회의(會議)를 열고 다음(左)과 같은 사항(事項)을 결의(決議)하였다.

三. 5월 10일 길림성(吉林省) 성북산(城北山) 부근(附近) 모처(某方)에서 제2회 회의를 열고 다음(左)의 사항(事項)을 결의하였다 한다.

1. 소년단(少年團) 조직(組織)은 허소(許笑)ㆍ차식(車軾)ㆍ신영근(申永根)ㆍ김성계(金聖桂)에게 일임할 것.
2. 반동단체(反動團體) 책진회(策進會)와 관계된 일은 김동화(金東華)ㆍ차식(車軾) 양 동지(兩 同志)에게 일임하여 조사사항(調査事項)은 간부(幹部)ㆍ회원수(會員數)ㆍ발간문서(發刊文書)로 한다.
3. 주중청년동맹(住中靑年同盟)의 조사(調査)는 허소(許笑), 김성계(金聖桂) 양 동지(兩 同志)에게 일임하며, 조사사항(調査事項)은 간부(幹部)ㆍ강령(綱領)ㆍ규약(規約)ㆍ회원(會員) 및 발간문서(發刊文書) 등으로 한다.
4. 학생조사는 신영근(申永根), 김성계(金聖桂) 양 동지(兩 同志)에 일임하여 조사할 사항은 학교별 성명, 연령, 본적, 현주소로 한다.
5. 기타의 동지(同志)들은 위(右)와 같은 조사를 보조(補助)해야 한다.
6. 조사기간(調査期間)은 약 1개월로 한다. 단 1주일마다 그 상황을 책임비서(責任秘書)에게 보고해야 한다.

이것이 김성주가 일본측 기록에 나오는 최초의 사례이다. 이 조직이 일경에 적발되어 김일성은 육문중학을 퇴학 당하게 된다.

## 같이 보기
- 이종락
- 김일성
- 조선혁명군 길강지휘부
- 남만한인청년총동맹

- 허동찬(許東粲, 1932~ ), 『김일성 평전(金日成 評傳) - 허구와 실상』 보관됨 2020-10-21 - 웨이백 머신, (북한연구소, 1987) pp.212~220 : VII. 민족주의 단체의 회원(民族主義團體의 會員)  2. 조선공산청년회(朝鮮共産靑年會)

## 참고
정의부, 신민부, 참의부 3부의 통합 운동은 아래 표와 같이 두 갈래로 진행되었다. 촉성회(책진회) 쪽은 <한족총연합회, 한국독립당, 한국독립군> 체제로 가고, 협의회 쪽은 <국민부, 조선혁명당, 조선혁명군> 체제로 되었다. 위 조선공산청년회 회원들은 책진회와 주중청년동맹에 반감을 가진 사람들로 보이므로 정의부(국민부) 측에 후의를 가졌다고 한 것이다.
| 在滿 運動 團體 -- | 民族運動 - 民族唯一黨組織運動 --              | 促 成 會 --                                   | 正義府【脫退幹部】                              | -- 在滿唯一黨策進會 - (慶尙道派中心)       |
| 在滿 運動 團體 -- | 民族運動 - 民族唯一黨組織運動 --              | 促 成 會 --                                   | 新民府【軍政派】                                | -- 在滿唯一黨策進會 - (慶尙道派中心)       |
| 在滿 運動 團體 -- | 民族運動 - 民族唯一黨組織運動 --              | 促 成 會 --                                   | 參議府【主力】                                  | -- 在滿唯一黨策進會 - (慶尙道派中心)       |
| 在滿 運動 團體 -- | 民族運動 - 民族唯一黨組織運動 --              | 促 成 會 --                                   | 其 他                                           | -- 在滿唯一黨策進會 - (慶尙道派中心)       |
| 在滿 運動 團體 -- | 民族運動 - 民族唯一黨組織運動 --              | 協 議 會 --                                   | 正義府【主力】                                  | -- 三府統一運動-國民府 - (平安道派中心)    |
| 在滿 運動 團體 -- | 民族運動 - 民族唯一黨組織運動 --              | 協 議 會 --                                   | 新民府【民政派】                                | -- 三府統一運動-國民府 - (平安道派中心)    |
| 在滿 運動 團體 -- | 民族運動 - 民族唯一黨組織運動 --              | 協 議 會 --                                   | 參議府【一派】                                  | -- 三府統一運動-國民府 - (平安道派中心)    |
| 在滿 運動 團體 -- | 民族運動 - 民族唯一黨組織運動 --              | 協 議 會 --                                   | 其 他                                           | -- 三府統一運動-國民府 - (平安道派中心)    |
| 在滿 運動 團體 -- | 社會運動 - 靑年運動(共産)單一黨組織運動 ----- | 社會運動 - 靑年運動(共産)單一黨組織運動 ----- | 住中國韓人靑年同盟 - (促成會(策進會) 支持)      | 住中國韓人靑年同盟 - (促成會(策進會) 支持) |
| 在滿 運動 團體 -- | 社會運動 - 靑年運動(共産)單一黨組織運動 ----- | 社會運動 - 靑年運動(共産)單一黨組織運動 ----- | 南滿韓人靑年總同盟 - (協議會(國民府) 支持)      |                                            |
| 在滿 運動 團體 -- | 社會運動 - 靑年運動(共産)單一黨組織運動 ----- | 社會運動 - 靑年運動(共産)單一黨組織運動 ----- | 反同盟派(北滿朝鮮人靑年同盟) - (一部促成會支持) |                                            |

- 5. 재만독립운동단체의 민족유일당운동 정원옥(전 조선대 교수) : 한민족독립운동사 4권 독립전쟁  >   Ⅱ. 독립군의 재편과 3부의 활동   >   5. 재만독립운동단체의 민족유일당운동
- 1) 한국독립군과 조선혁명군의 편성 한민족독립운동사 4권 독립전쟁  >   Ⅲ. 한중연합과 대일항전   >   3. 한중연합군의 항일전과 독립군의 수난, 한국사데이터베이스
- 한민족독립운동사 4권 독립전쟁 / Ⅱ. 독립군의 재편과 3부의 활동 (국사편찬위원회, 1988년 12월 30일)
- 한민족독립운동사 4권 독립전쟁 / Ⅲ. 한중연합과 대일항전 / 1. 조선혁명당과 한국독립당의 활동 : 추헌수(연세대 정치외교학과 교수) (국사편찬위원회, 1988년 12월 30일)
- 장세윤(張世胤), 한국독립군(韓國獨立軍)의 항일무장투쟁(抗日武裝鬪爭) 연구(硏究) : 3부통합운동(三府統合運動)의 전개(展開) 『한국독립운동사연구』3집, (독립기념관 한국독립운동사연구소, 1989년)
- 장세윤(張世胤), 국민부(國民府) 연구(硏究) 한국독립운동사연구 12집 (독립기념관 한국독립운동사연구소, 1998년) pp.83-124